# Stagione sportiva
La stagione sportiva è il periodo di tempo durante il quale una federazione nazionale o internazionale organizza le proprie competizioni ufficiali.

## Formato
La stagione sportiva si snoda attraverso le varie stagioni astronomiche, sebbene spesso avvenga in maniera non uniforme; ciò è principalmente dovuto alle variazioni climatiche di ogni continente, le cui caratteristiche delimitano il periodo riservato alla pratica sportiva: nel panorama nordamericano, ad esempio, le competizioni ufficiali occupano il periodo che va da marzo a novembre, mentre in Europa vengono programmate da settembre a maggio per cercare di evitare l'opprimente caldo estivo.
I periodi di sospensione dalle competizioni ufficiali (in inglese off-season) sono generalmente dedicati alle partite amichevoli e alle operazioni di trasferimento degli atleti tra i vari club.

## Calendario

### Stagione regolare
La stagione regolare (in inglese regular season) è la principale, e più lunga, fase di una competizione il cui vincitore viene successivamente stabilito tramite i play-off; la struttura di essa varia in rapporto al paese in cui viene disputata: in Nord America, ad esempio, i club sono abbinati su base geografica con un calendario che prevede rotazioni pluriennali.

### Play-off e play-out
La disputa di play-off e play-out è legata all'ordine emerso dalla classifica della stagione regolare: i play-off sono volti ad assegnare il titolo oppure la promozione ad un categoria superiore, mentre i play-out servono a stabilire i club che andranno incontro alla retrocessione in una categoria inferiore.